# おかず横丁

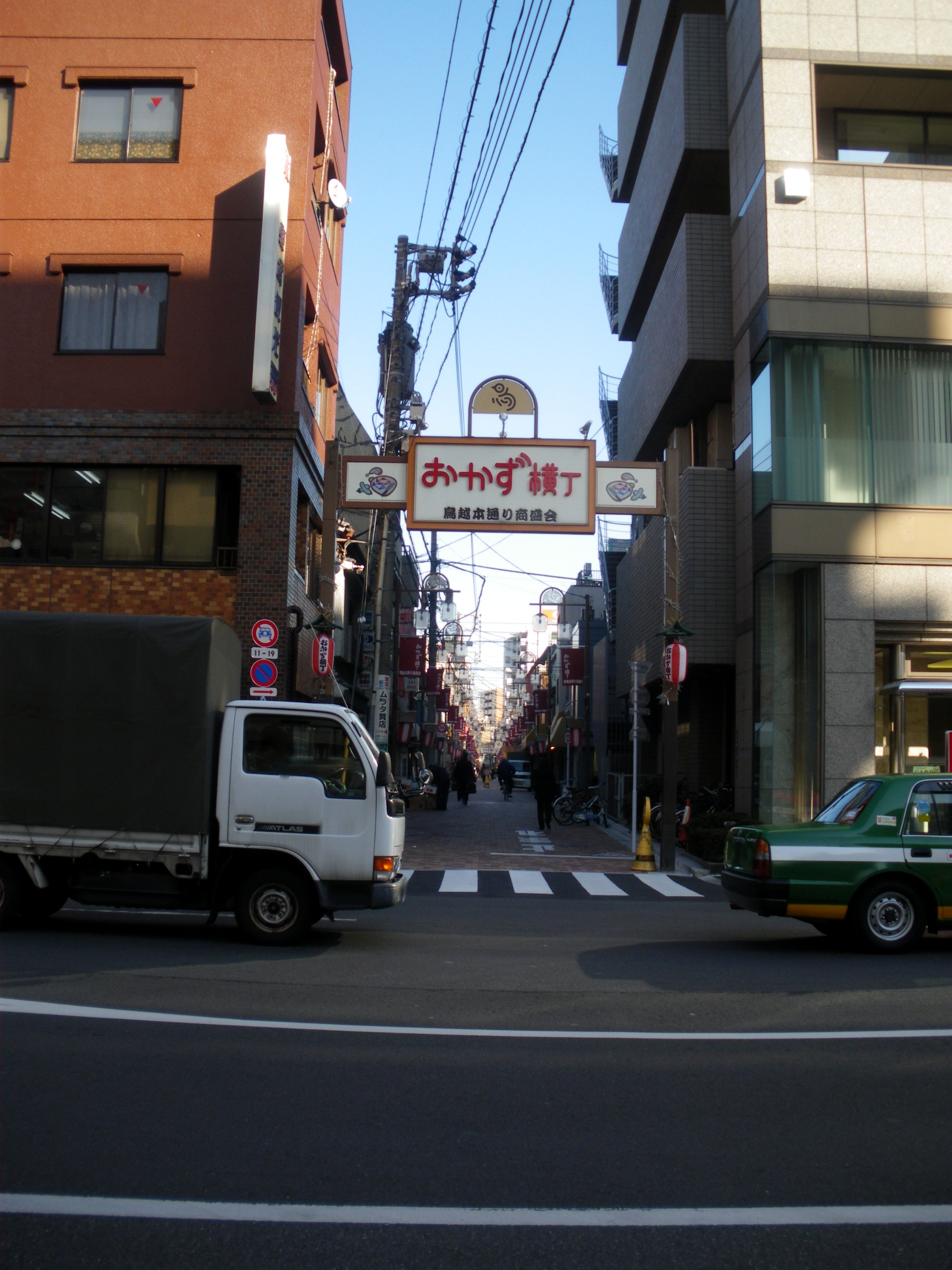
おかず横丁

おかず横丁（おかずよこちょう）は、東京都台東区鳥越1丁目の鳥越本通りにある商店街の通称である。おかず通りともいう。長さは230メートルほど。
周辺は第二次世界大戦以前から家内制手工業が集積する軽工業の町である。

## 周辺
- 鳥越神社
- 新御徒町駅